# Théâtre d'Auxerre
Le Théâtre d’Auxerre est un théâtre icaunais situé à Auxerre, scène conventionnée qui programme un répertoire pluridisciplinaire en mêlant le théâtre, la danse, le cirque et la musique classique. Constitué sous forme associative (Association icaunaise de diffusion artistique) en Délégation de service public, le théâtre est géré par une assemblée générale et un conseil d’administration.

## Scène conventionnée
En tant que scène conventionnée, le projet est porté par son directeur Pierre Kechkéguian et son équipe depuis 2012. Le Théâtre d’Auxerre développe une programmation pluridisciplinaire, avec notamment des spectacles de théâtre, danse, cirque et musique, en variant entre répertoire classique et contemporain. La venue des artistes médiatisés fait partie intégrante de la saison artistique. La programmation compte une quarantaine de spectacles et environ 90 représentations par saison. Le théâtre apporte son soutien à la création en accueillant des artistes en résidence. Le développement des publics est un axe fort du projet artistique et culturel. Auparavant, la responsabilité artistique du Théâtre était portée par Anne Tanguy (2006 - 2011), Monica Guillouet-Gélys (1999 - 2006) et Jean Piret (1995 -1999) qui succède à Jean-Luc Le Carpentier (1986-1994) , fondateur de l'Association Icaunaise de Diffusion Artistique en 1990, gérant certaines activités en appoint de la Régie municipale d'alors.
Le 1er janvier 2018, Le Théâtre d'Auxerre reçoit l'appellation de Scène Conventionnée d'Intérêt National Art et Création. Les signataires de cette convention auprès de la Ville d'Auxerre et de l'Association Icaunaise de Diffusion Artistique sont le Ministère de la Culture Drac Bourgogne-Franche-Comté, la Région Bourgogne-Franche-Comté et le Département de l'Yonne.

## Histoire du bâtiment

### Construction de la Maison du Peuple
En 1935, le choix du lieu (Jean-Michel Renaitour est alors Maire d'Auxerre) pour la Maison du Peuple à Auxerre s’arrêta sur les locaux de l’ancienne école communale du Pont devenue École municipale de dessin, transformée ensuite en Bourse du travail et en École pratique d’industrie. La construction a duré de 1938 à 1947. Entre 1938 et 1947, Jean Burkhalter, l’ancien directeur de l’École municipale de dessin à Auxerre et directeur de l’École régionale des beaux-arts de Saint-Étienne, a réalisé les fresques murales dans la grande salle – sur la coupole et les deux murs du balcon. Pendant la Seconde Guerre mondiale, à la suite d'un incendie, le bâtiment servit de magasin de vente pour la société Soisson et James, qui s’y installa en 1940, avec le rayon de chaussures au balcon et celui de l’habillement sur le plateau. Les espaces de la Maison du Peuple furent dédiés aux pratiques sportives dont la gymnastique, avec une salle de fêtes de 900 places prévue pour les activités artistiques (musique, danse, comédie et tragédie), comprenant deux niveaux (parterre et balcon), une scène et une fosse d’orchestre. L’aménagement complet fut achevé en 1950.

### Théâtre
Le théâtre municipal fut inauguré officiellement en mars 1953 avec la troupe de la Comédie-Française qui interpréta Monsieur Le Trouhadec saisi par la débauche de Jules Romains. Ayant d’abord fonctionné en tant que Maison du Peuple, le bâtiment est équipé de différentes salles utilisées pour des activités artistiques mais aussi sportives. Jusqu’à l’ouverture du Théâtre de Sens en 1981, le Théâtre d’Auxerre fut l'un des seuls théâtres de l’Yonne encore en activité.
Après d’importants travaux, le théâtre ouvrit de nouveau ses portes en janvier 1999. Avant la construction du Silex – salle de musiques à Auxerre, en 2009, le Théâtre accueillait dans ses murs les saisons de jazz club.
Lors des Journées Européennes du Patrimoine 2024 est présenté un fascicule dans la collection “Parcours du Patrimoine” intitulé Le Théâtre d’Auxerre. Cet ouvrage est réalisé par le Service Inventaire et Patrimoine de la Région Bourgogne-Franche-Comté.

### Le Théâtre aujourd’hui
Le Théâtre est équipé de deux salles de spectacle : la Grande salle, comprenant un parterre et un balcon, qui permet d’accueillir 559 personnes et le Studio, auparavant gymnase, avec 99 places sur les gradins. Depuis le 12 juillet 2012, le bâtiment est inscrit au titre des monuments historiques, notamment pour ses façades, les fresques de Jean Burkhalter dans la grande salle et le panneau de céramique de Sèvres de Clément Freyssinges et Roger Sivaut, d’après un dessin de Georges André Klein.

La salle vue de trois quarts - parcours du patrimoine - Le Théâtre d'Auxerre